# (7382) Bozhenkova
(7382) Bozhenkova (1981 RJ5) – planetoida z grupy pasa głównego asteroid okrążająca Słońce w ciągu 5,67 lat w średniej odległości 3,18 j.a. Odkryta 8 września 1981 roku.